# La Trinité (Eure)
La Trinité és un municipi francès situat al departament de l'Eure i a la regió de Normandia. L'any 2007 tenia 95 habitants.

## Demografia

### Població
El 2007 la població de fet de La Trinité era de 95 persones. Hi havia 35 famílies de les quals 4 eren unipersonals (4 dones vivint soles i 4 dones vivint soles), 15 parelles sense fills, 12 parelles amb fills i 4 famílies monoparentals amb fills.
La població ha evolucionat segons el següent gràfic:
Habitants censats

### Habitatges
El 2007 hi havia 39 habitatges, 36 eren l'habitatge principal de la família, 3 eren segones residències i 1 estava desocupat. Tots els 38 habitatges eren cases. Dels 36 habitatges principals, 34 estaven ocupats pels seus propietaris i 2 estaven llogats i ocupats pels llogaters; 1 tenia una cambra, 2 en tenien tres, 7 en tenien quatre i 26 en tenien cinc o més. 30 habitatges disposaven pel capbaix d'una plaça de pàrquing. A 4 habitatges hi havia un automòbil i a 30 n'hi havia dos o més.

### Piràmide de població
La piràmide de població per edats i sexe el 2009 era:
| Homes | Edats   | Dones |
| ----- | ------- | ----- |
| 0     | 95 o +  | 0     |
| 0     | 90 a 94 | 0     |
| 0     | 85 a 89 | 0     |
| 0     | 80 a 84 | 0     |
| 4     | 75 a 79 | 0     |
| 4     | 70 a 74 | 4     |
| 4     | 65 a 69 | 4     |
| 0     | 60 a 64 | 0     |
| 0     | 55 a 59 | 0     |
| 4     | 50 a 54 | 4     |
| 0     | 45 a 49 | 0     |
| 0     | 40 a 44 | 4     |
| 4     | 35 a 39 | 0     |
| 12    | 30 a 34 | 12    |
| 0     | 25 a 29 | 0     |
| 0     | 20 a 24 | 4     |
| 0     | 15 a 19 | 0     |
| 0     | 10 a 14 | 8     |
| 4     | 5 a 9   | 8     |
| 12    | 0 a 4   | 0     |

## Economia
El 2007 la població en edat de treballar era de 60 persones, 49 eren actives i 11 eren inactives. De les 49 persones actives 45 estaven ocupades (23 homes i 22 dones) i 4 estaven aturades (2 homes i 2 dones). De les 11 persones inactives 4 estaven jubilades, 4 estaven estudiant i 3 estaven classificades com a «altres inactius».
Activitats econòmiques
L'únic establiment que hi havia el 2007 era d'una empresa de construcció.
L'any 2000 a La Trinité hi havia 3 explotacions agrícoles.

## Poblacions més properes
El següent diagrama mostra les poblacions més properes.